# 최형규
최형규(崔亨奎, 1921년 ~ 2009년 2월 3일, 경기 광주)는 대한민국의 기업인이자, 사회사업가이다. 종로구장학재단 설립이사장, 형애장학재단 이사장을 역임하였으며 고학생들을 비밀리에 후원하였다. 전(前) 내무부 장관 최인규의 동생이다. 호는 일사(一沙). 경기도 광주군 출신. 경성공업고등학교, 서울대학교 상과대학 경제학과 졸업. 1983년 서울특별시장 표창, 1984년 교통부장관 표창, 1985년 대통령 표창, 2009년 국민훈장 동백장 수상.
CJ대한통운 전신 한국미곡창고 등을 통해 재산을 모았고 1966년 택시회사를 인수하여 동신운수를 설립, 운영하였다. 이어서 1967년엔 삼신운수를, 1968년엔 국도화물운수를 설립하였다.
사업을 하면서 그는 어려운 학생들을 찾아 장학금을 전달하기 시작하였다.
1964년에 문교부 차관에 임명되어 공직자로서도 활동하였다.
고려대학교에 고학생이 있다는 소식을 접한 그는 자신의 신분이 드러날까 봐 동아일보에 연락하지 않고 비밀리에 고려대 입학처에 문의해 고학생의 연락처를 알아내 후원하기도 했다. 1993년 사재 153억 원을 기부하여 자신과 부인의 이름에서 한 글자씩을 딴 ‘형애장학재단’을 설립하고 이사장에 취임했다. 2004년에는 종로구에 70억 원을 기부, 종로구는 최형규 설립이사장의 사재 출연을 바탕으로 ‘종로구장학재단’을 설립했다. 최 이사장은 이사장 재임기간동안 자신의 모습이 드러나는 것을 극구 꺼렸다. 형애장학재단 관계자의 증언에 의하면 "지금까지 6000여 명의 학생에게 장학금을 지급했지만, 장학금을 받은 학생 대부분이 최 이사장의 이름조차 모르며 그 흔한 장학금 전달식 사진 한번 찍은 적이 없다"고 증언하였다.

## 가족
- 형 : 최인규(1918~1960)